# 14 septembre 1948
Le mardi 14 septembre 1948 est le 258e jour de l'année 1948.

## Naissances
- Alphonse Arias, pêcheur sportif français
- Jean-Claude Méode (mort le 27 mars 2013), handballeur et entraîneur de handball belge
- Jesus Borja, homme politique des îles Marianes
- Paul Dopff, auteur-réalisateur, producteur, et distributeur de films d'animation français
- Reynaldo González López (mort le 4 juillet 2015), dirigeant sportif cubain
- Robert Taylor (mort le 13 novembre 2007), athlète américain
- Thomas E. Ackerman, directeur de la photographie américain
- Tilia Herold, journaliste autrichienne
- Viktor Kaisiepo (mort le 31 janvier 2010), défenseur des droits des peuples de Nouvelle-Guinée occidentale

## Décès
- Émile Cassez (né le 23 juillet 1871), personnalité politique française
- Constantin Angelescu (né le 10 juin 1869), personnalité politique roumaine
- Vernon Dalhart (né le 6 avril 1883), chanteur américain

## Événements
- Création du club Destroyers Santa Cruz